# Warcraft III: Reforged
Warcraft III: Reforged (en español Warcraft III: Reforjado) es una nueva versión del videojuego de estrategia en tiempo real del año 2002 Warcraft III: Reign of Chaos y su expansión Warcraft III: The Frozen Throne, desarrollado y publicado por la empresa Blizzard Entertainment. Lanzado el 28 de enero del año 2020, agrega gráficos renovados, una campaña alterada y características modernas en línea de Battle.net. El videojuego recibió críticas mixtas de la crítica y una fuerte recepción negativa de los jugadores por sus cambios con el original, la ausencia de varias funciones prometidas por Blizzard y problemas técnicos.

## Argumento
Warcraft III: Reforged posee toda la trama, tanto de Warcraft III: Reign of Chaos como de Warcraft 3: The Frozen Throne, con algunos añadidos además del gran cambio de calidad gráfica, como distintos enfoques de cámara y elementos de entorno agregados.

## Jugabilidad
Warcraft III: Reforjado presenta los elementos de jugabilidad básicos de la versión final de Warcraft 3: The Frozen Throne, sin embargo varias mecánicas y personajes fueron reajustados para mejorar el equilibrio entre las 4 facciones, el videojuego presenta el mismo motor de juego del original ajustado con mecánicas de altos gráficos, una parte del sistema de campañas se ha ajustado para que los eventos de campaña coincidan en su mayoría con los cambios introducidos en el videojuego de World of Warcraft.
Según el artista Brian Souza y el productor principal del videojuego Pete Stillwell, Warcraft III: Reforjado cambiará parte del juego para sincronizarlo con lo establecido por World of Warcraft, como cambiar el diseño de la ciudad en la misión icónica "La Matanza" para adaptarse a lo que experimentaron los jugadores en World of Warcraft. Blizzard también contrató a la novelista Christie Golden, que ha escrito novelas ambientadas en el universo de Warcraft para lograr la paridad entre los eventos en Warcraft III y World of Warcraft, incluida la reimaginación de Algunos de los eventos del juego, para que se ajusten a la historia de este último y se centran cada vez más en personajes como Jaina Valiente y Sylvanas Brisaveloz, que se han convertido en actores centrales de World of Warcraft.
Stillwell también afirmó que Reforged equilibraría aún más el videojuego original y que los cambios que haya, se llevarán al juego original a través de parches. Además, los jugadores del original podrán competir contra aquellos que usan la versión Reforjada, además de nuevos niveles de dificultad.

## Desarrollo

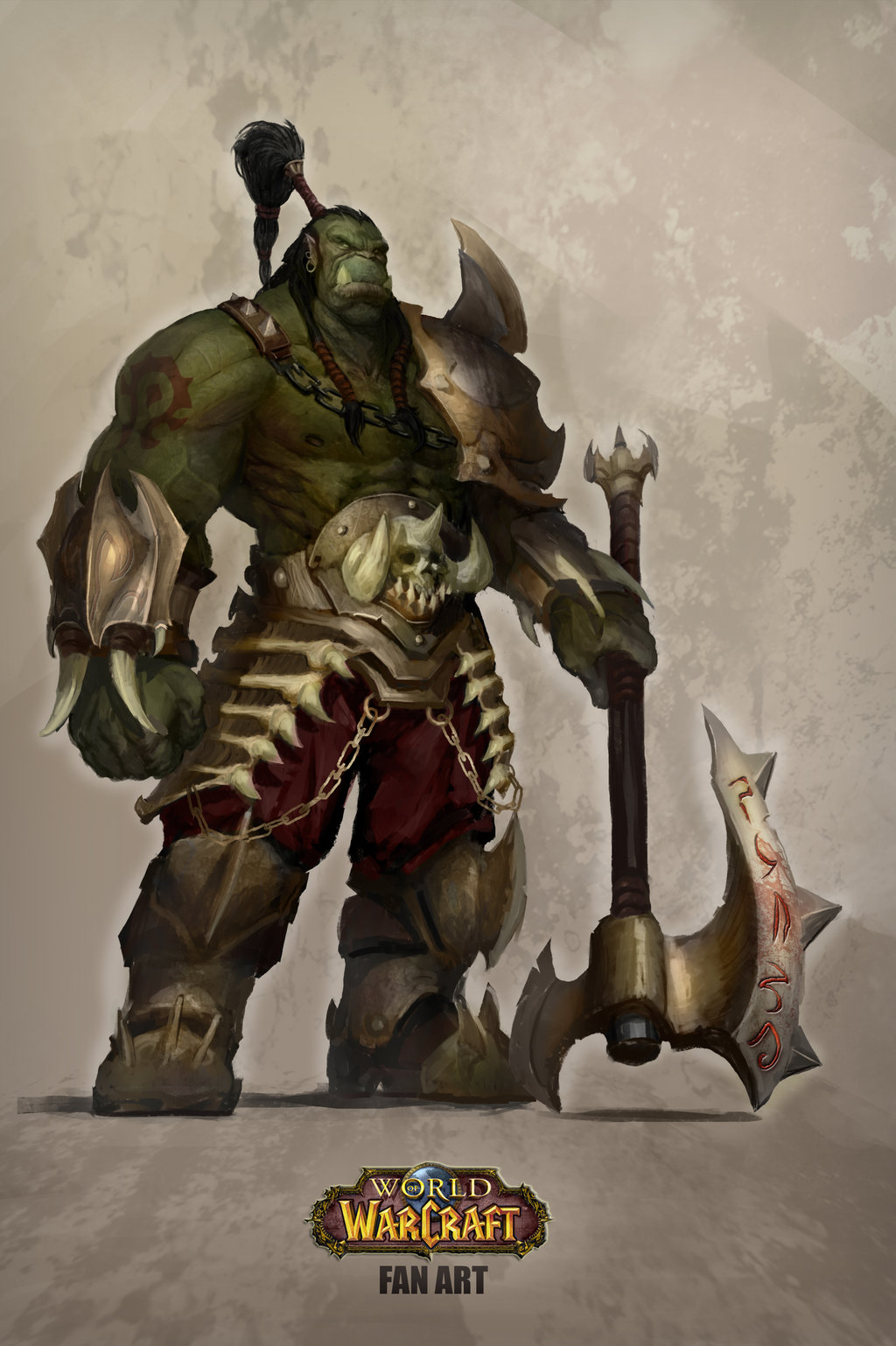
El diseño original de los orcos fue reelaborado, además todas las unidades de las facciones han sido ajustadas, para que las mismas unidades sean un poco diferentes entre ellas

El videojuego fue anunciado en  el evento de la BlizzCon 2018 celebrado en la ciudad de Anaheim, en los Estados Unidos, el 2 de noviembre de 2018, Blizzard anunció una nueva versión de Warcraft III, titulado Warcraft III: Reforged con personajes y gráficos remodelados con un lanzamiento destinado para finales del 2019. Según el artista Brian Souza y el productor principal Pete Stillwell, Reforged cambiaría parte del juego para sincronizarlo con lo establecido por World of Warcraft, como cambiar el diseño de la ciudad en la misión icónica "La matanza" para adaptarse a lo que los jugadores experimentaron en World of Warcraft.
Blizzard contrató a la novelista Christie Golden quien ha escrito novelas ambientadas en el universo de Warcraft para lograr la paridad entre los eventos en Warcraft III y World of Warcraft, incluida la reincorporación de algunos eventos del videojuego para que se ajusten a la historia de este último y un mayor enfoque en personajes como Jaina Valiente y Sylvanas Brizaveloz, quienes se convirtieron en personajes centrales en World of Warcraft. Stillwell también afirmó que Reforged equilibrará aún más el videojuego y que los cambios que se llevarán al juego original a través de parches. Además, los jugadores del original podrán competir contra jugadores que están usando Reforged.

### Contenido personalizado
Al lenguaje interno de secuencias de comandos de Warcraft III, el JASS, se une el Lua, comúnmente utilizado en secuencias de comandos y contenido personalizado para otros videojuegos, y para el World of Warcraft de Blizzard. El Lua está destinado a facilitar la creación de contenido personalizado y expandirlo. Blizzard tiene la intención de hacer que el editor sea más poderoso. Se introducen otros cambios, como el aumento de las vistas personalizadas de la cámara y los rasgos individuales de la unidad.
La Política de creaciones de usuario reivindica todos los derechos de propiedad intelectual de los juegos y escenarios personalizados creados en el editor de Reforged para la empresa Blizzard Entertainment,  este es un hecho que ha recibido críticas.

## Lanzamiento
En la BlizzCon 2018, el 2 de noviembre de 2018, Blizzard Entertainment anunció Warcraft III: Reforged con personajes y gráficos remodelados con un lanzamiento prospectivo en el 2019. Después de la revelación de Reforged  se anunciaron los primeros cambios en el equilibrio del juego en años. Durante la Blizzcon 2019, comenzó la versión beta del videojuego. Esta versión beta estaba restringida a aquellos que adquirieron previamente el videojuego a su fecha de lanzamiento oficial.
Originalmente, Reforged estaba programado para ser lanzado en el año 2019, sin embargo, el 17 de diciembre de 2019, Blizzard anunció que el lanzamiento se retrasaría hasta el 28 de enero de 2020, afirmando que "a medida que comenzamos a acercarnos a la línea de meta, sentimos que necesitaríamos un poco de tiempo de desarrollo adicional para los toques finales".

## Diferencias con la versión original
- El motor gráfico a pesar de ser el mismo, ha sido potenciado para permitir gráficos y texturas HD.

- Se han equilibrado las facciones para conseguir que el videojuego sea completamente justo en el desempeño de las distintas unidades.

- Cinemáticas re-hechas, tanto las introductorias, como del modo campaña, las cinemáticas de finalización solo han sido remasterizadas.

- Actuación de voz re-hecha, con nuevas voces y diálogos.

- Se ha realizado doblaje a más de 20 idiomas distintos, incluyendo los 11 originales (Ahora existen 2 versiones en español del videojuego, una para España, y otra para el español latinoamericano).

- Reestructurada la producción de unidades para que unidades del mismo tipo sean diferentes entre sí.

- El editor de mapas posee nuevas herramientas para la creación de mapas.

- Reelaborado el modo de juego multijugador en línea.

- El modo de juego regular ahora permite más de 12 jugadores.

Originalmente iba a contar con los siguientes cambios y actualizaciones que, sin embargo, fueron descartadas del juego:
- Modo campaña reelaborado, se han rediseñado los mapas para coincidir con lo visto en World of Warcraft, se han reescrito las historias y sus personajes para coincidir con la novelas, libros y otras entregas de Warcraft.

- Se han creado nuevas unidades para hacer el juego más dinámico, tanto unidades de facción, como neutrales, y nuevos héroes para todas las facciones.

- Se han creado nuevos modos de juego para las partidas regulares tanto para un jugador como multijugador.

- Nueva interfaz para el menú principal y los otros menús del videojuego.

- Se ha quitado la opción de jugar campañas personalizadas.

- Cinemáticas en primer personas como mostraba el tráiler del 2018.

- Skin de los héroes de la campaña para jugar en modo Vs.[17]

- Poder elegir entre el nuevo doblaje y el viejo.

## Recepción

### Valoración de la prensa
Warcraft III: Reforged recibió críticas "mixtas" según las críticas de prensa incluidas en Metacritic alcanzando así una puntuación media de 60. Como aspectos positivos las críticas alabaron la realización de este remake de uno de los videojuegos más icónicos de Blizzard, y como aspectos negativos la falta de ambición en el proyecto y la falta de características que habían sido prometidas.
El videojuego registro en Wccftech una puntuación de 7,5 de 10 puntos, alabando las mejoras gráficas y la fidelidad en la jugabilidad. En Digital Trends el juego registro 3 estrellas de 5, elogiando la página la mejora estética, y que el videojuego conserva los puntos fuertes del original, pero criticando la falta de clanes y más innovaciones. En el medio 3DNews Reforged obtuvo una puntuación de 5 estrellas de 10, siendo el videojuego criticado por errores desde la versión beta de pruebas lanzada algunos meses antes del videojuego completo, además de los problemas de rendimiento registrados por jugadores, comparándolo con el lanzamiento de StarCraft II y su versión remasterizada, aun así destacaron el mejoramiento del prólogo de campaña y la introducción. En Forbes Erik Kain reconoció que muchos jugadores estaban descontentos debido al sufrimiento del videojuego desde cuestiones técnicas y carente de características prometidas en el lanzamiento. También se compararó este videojuego con el lanzamiento de Command & Conquer: Tiberian Sun en el año de 1999, que también sufrió por algunas características prometidas que no se incluyeron en la versión final.

### Valoración de los usuarios
Tras su lanzamiento, el videojuego recibió mayoritariamente críticas negativas por los usuarios en Metacritic, alcanzando una puntuación de 0.5/10, convirtiéndolo así en el juego con la puntuación más baja por valoración del usuario. Muchos jugadores registraron quejas en foros y redes sociales por problemas técnicos, usuarios que se sintieron engañados, y peticiones de reembolso. Muchos portales de noticias calificaron las valoraciones de usuarios como bombardeo lo que aumentó el enfado de los usuarios. Si bien es cierto que podría considerarse como tal, e incluso llegando a ser considerado como "justificado" por algunos portales, lo cierto es que no se ha llegado a hacer ninguna intervención para eliminar valoraciones considerables como bombardeo, pese a que sí se llegaron a suprimir centenares de valoraciones en otros casos.

### Reacciones de Blizzard
La empresa Blizzard también fue criticada por su decisión de que, debido a que el intercambio de cliente de Reforged, obliga que todas las copias existentes de Warcraft III: Reign of Chaos tengan que actualizarse a una versión más nueva, lo que significaba que muchos de los cambios de juego en Reforged ahora estarían en el original. Hubo quejas sobre el anuncio de que Blizzard reclamaría la propiedad intelectual de todo el contenido creado por los usuarios con el editor potenciado del Reforged. A principios de febrero de 2020 se rumoreaba que la empresa Blizzard anunciaría que haría posible el reembolso de su dinero a los usuarios aún descontentos. El 3 de febrero de 2020, Polygon informó que Blizzard está ofreciendo reembolsos completos para todos los jugadores que lo soliciten, independientemente del tiempo de juego. El 4 de febrero de 2020, Blizzard anunció que algunos problemas técnicos y características ausentes se abordarán con futuros parches de juego, pero defendió el engaño que supuso su decisión de no incluir las escenas presentadas en la BlizzCon de 2018 por su deseo de preservar el espíritu y la esencia del videojuego original. Aun hay que aclarar que recién 6 meses más tarde se está diciendo que dentro de algunas meses van a estar algunas de las características